# InLogic Software
inLogic Software s.r.o — словацька компанія, що займається розробленням відеоігор. Компанія відома серією ігор «Mahjong Mania». Почала існування в 2005 році. Штаб-квартира знаходиться в Банській Бистриці.

## Логотип
Логотип компанії представляє собою трьох чоловічків, вперше логотип з'явився в 2005 році. Використовується досі.

## Бренди
- inLogic — основний бренд компанії.
- INL Games — бренд, під яким компанія випускає ігри для Android.